# Hans Erik Enoksen
Hans Erik Enoksen (* 31. Dezember 1976) ist ein grönländischer Politiker (Demokraatit).

## Leben
Hans Erik Enoksen arbeitet als Leiter der Sporthalle in Nanortalik. Bei der Kommunalwahl 2005 wurde er für die Siumut in den Rat der Gemeinde Nanortalik gewählt. Erst bei der Parlamentswahl 2021 machte er ein politisches Comeback und erreichte den dritten Nachrückerplatz der Siumut, verzichtete aber auf eine Einberufung ins Parlament. Bei der Parlamentswahl 2025 trat er für die Demokraatit an und erreichte den zweiten Nachrückerplatz, von wo aus er wegen Rücktritten direkt ins Inatsisartut nachrückte. Zudem wurde er bei der Kommunalwahl 2025 in den Rat der Kommune Kujalleq gewählt.